# Piazza dei Miracoli
De Piazza dei Miracoli (Nederlands: Plein van de wonderen) is een groot ommuurd gebied in het centrum van de Toscaanse stad Pisa, bekend als een van de centra van middeleeuwse kunst in de wereld. Deels bestraat en deels met gras begroeid, wordt het gedomineerd door vier religieuze gebouwen: de Dom, de Toren van Pisa (de Campanile van de kathedraal), het Baptisterium en het Camposanto. Het wordt ook wel Piazza del Duomo (Domplein) genoemd.
De naam Piazza dei Miracoli is afkomstig van de Italiaanse schrijver en dichter Gabriele d'Annunzio die, in zijn boek Forse che si forse che no (1910) Het plein op de volgende wijze beschreef:

L’Ardea roteò nel cielo di Cristo, sul prato dei Miracoli.

De reiger cirkelde in de hemel van Christus boven de wei der wonderen.
— Gabriele d'Annunzio

Vaak wordt het plein foutief Campo dei Miracoli (Veld der Wonderen) genoemd. Dit is een fictief veld uit het boek Pinokkio waar goud zaad uit een geldboom groeit.
Het plein werd gebouwd van de schat die de Republiek Pisa in 1063 stal van de Saracenen in Palermo.
In 1987 is het plein met alle gebouwen uitgeroepen tot UNESCO Werelderfgoed.

## Externe links

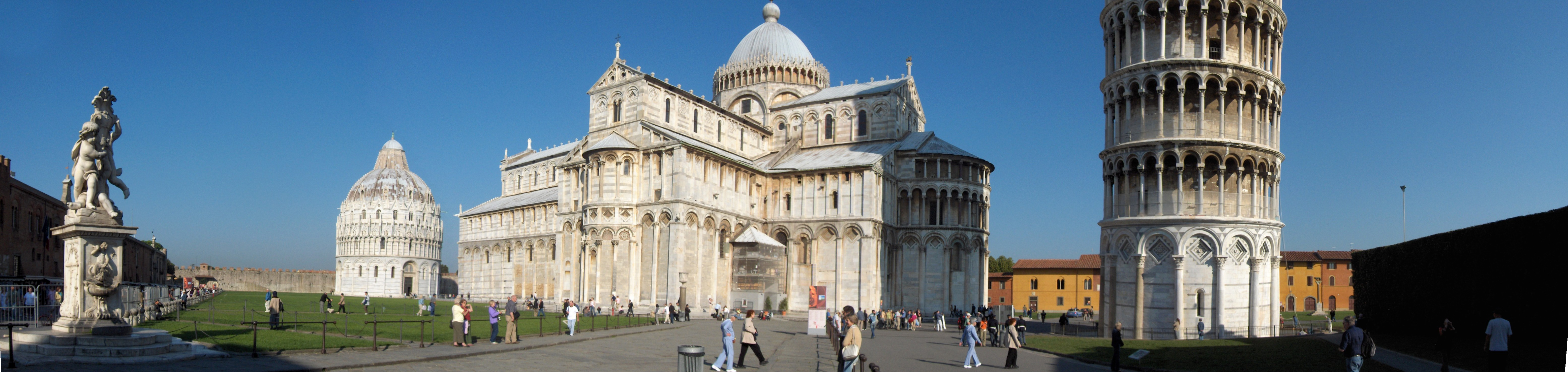
Panoramafoto van het Piazza dei Miracoli.